# Estadio San Juan del Bicentenario
El Estadio San Juan del Bicentenario, también conocido como Estadio Bicentenario de San Juan, o simplemente Estadio Bicentenario, es un estadio multipropósito ubicado al sur del Gran San Juan, al norte del departamento Pocito, en la provincia de San Juan, Argentina. Es utilizado principalmente para partidos de fútbol y fue sede de la Copa América 2011 y de la Copa Mundial de Fútbol Sub-20 de 2023.

## Inauguración
Su inauguración se produjo el 16 de marzo de 2011 en un acto en el que estuvieron presentes el gobernador de la Provincia de San Juan, José Luis Gioja, el ministro de Planificación Federal, Inversión Pública y Servicios, Julio de Vido, el presidente de la Asociación del Fútbol Argentino, Julio Grondona y, mediante una teleconferencia desde el Salón de las Mujeres Argentinas de la Casa Rosada, la presidenta de la Nación, Cristina Fernández de Kirchner, junto a destacados deportistas del ámbito nacional.
Posterior al acto de inauguración con una impresionante combinación de luces y fuegos artificiales, se jugó un partido amistoso entre las selecciones de Argentina, conducida por Sergio Batista, compuesta íntegramente por jugadores del ámbito local, y Venezuela, dirigida por César Farías. El encuentro lo ganó la selección anfitriona por 4 goles a 1.

## Infraestructura
Los responsables de la obra por la empresa Petersen Thiele y Cruz fueron el Ing. Gustavo Rubinstein (Gerente Regional de Cuyo y del proyecto) y el Ing. Miguel Roux (jefe de obra). 
Desde su inauguración, este estadio ha albergado importantes torneos nacionales e internacionales, influyendo de manera positiva para el espectáculo y turismo local, ya que San Juan no contaba anteriormente con un emblema deportivo de estas características. 
El recinto deportivo se encuentra ubicado sobre la Ruta Nacional 40, entre las calles 6 y 7, en anexo con el futuro Velódromo Provincial.
Ha sufrido varias refacciones, la más moderna de ellas realizada en noviembre de 2021, en la que se instalaron 4 torres de iluminación de 55 metros, las cuales aumentaron la capacidad luminaria a 2400 lux, cumpliendo los estándares de FIFA y Conmebol para partidos internacionales.

## Copa América 2011
El Estadio San Juan del Bicentenario fue elegido una de las 8 sedes establecidas en el país. Posterior a su inauguración, debió acondicionar sus instalaciones para cumplir con los protocolos de torneos internacionales requeridos por Conmebol. Albergó tres partidos de dicha competición continental. Los mismos se disputaron los días 4 y 17 de julio, dos del grupo C y uno de cuartos de final.

### Primera fase
| Grupo C; 4 de julio de 2011, 19:15 (UTC-3) | Uruguay    | 1:1 (1:1) | Perú         | Estadio San Juan del Bicentenario, San Juan               |                                                           |
|                                            | Suárez 45' | Reporte   | Guerrero 23' | Asistencia: 25 000 espectadores Árbitro(s): Wilmar Roldán | Asistencia: 25 000 espectadores Árbitro(s): Wilmar Roldán |

| Grupo C; 4 de julio de 2011, 21:45 (UTC-3) | Chile                   | 2:1 (0:1) | México     | Estadio San Juan del Bicentenario, San Juan           |                                                       |
|                                            | Paredes 66' · Vidal 72' | Reporte   | Araújo 40' | Asistencia: 25 000 espectadores Árbitro(s): Juan Soto | Asistencia: 25 000 espectadores Árbitro(s): Juan Soto |

### Cuartos de final
| 17 de julio de 2011, 19:15 (UTC-3) | Chile     | 1:2 (0:1) | Venezuela                     | Estadio San Juan del Bicentenario, San Juan             |                                                         |
|                                    | Suazo 69' | Reporte   | Vizcarrondo 34' · Cichero 80' | Asistencia: 20 000 espectadores Árbitro(s): Carlos Vera | Asistencia: 20 000 espectadores Árbitro(s): Carlos Vera |

## Copa Argentina
Es también utilizado para partidos de la Copa Argentina, torneo organizado por la Asociación del Fútbol Argentino. Jugaron en el estadio grandes clubes de Argentina, como Boca Juniors, River Plate, San Lorenzo, Racing Club e Independiente. También albergó la final de la edición 2012 de dicha competencia, entre Boca Juniors y Racing Club. El cotejo se disputó el miércoles 8 de agosto con victoria de Boca Juniors por 2 - 1 y también albergo la del 2014 entre Huracán Y Rosario Central. El  partido se disputó el miércoles 26 de noviembre con victoria de Huracán por (5 - 4) en penales luego de que empataran 0 - 0.

## Partidos disputados por la Clasificación para la Copa Mundial de Fútbol
| 15 de noviembre de 2016 | Argentina                             | 3:0 (2:0) | Colombia | Estadio San Juan del Bicentenario, San Juan                |                                                            |
|                         | Messi 10' · Pratto 22' · Di María 84' | Reporte   |          | Asistencia: 25 286 espectadores Árbitro(s): Roddy Zambrano | Asistencia: 25 286 espectadores Árbitro(s): Roddy Zambrano |

| 16 de noviembre de 2021 | Argentina | 0:0 (0:0) | Brasil | Estadio San Juan del Bicentenario, San Juan                                    |                                                                                |
|                         |           | Reporte   |        | Asistencia: 25 000 espectadores Árbitro(s): Andrés Cunha VAR: Esteban Ostojich | Asistencia: 25 000 espectadores Árbitro(s): Andrés Cunha VAR: Esteban Ostojich |

## Partidos de la Copa Mundial de Fútbol Sub-20 de 2023

### Primera fase
| 20 de mayo de 2023 | Estados Unidos | 1:0 (0:0) | Ecuador | Estadio San Juan del Bicentenario, San Juan               |                                                           |
| 15:00              | Gómez 90+3'    | Reporte   |         | Asistencia: 14 865 espectadores Árbitro(s): Salman Falahi | Asistencia: 14 865 espectadores Árbitro(s): Salman Falahi |

| 20 de mayo de 2023 | Fiyi | 0:4 (0:2) | Eslovaquia                                       | Estadio San Juan del Bicentenario, San Juan       |                                                   |
| 18:00              |      | Reporte   | Gaži 17' · Szolgai 25' · Gajdoš 70' · Jambor 79' | Asistencia: 9359 espectadores Árbitro(s): Issa Sy | Asistencia: 9359 espectadores Árbitro(s): Issa Sy |

| 23 de mayo de 2023 | Estados Unidos                      | 3:0 (0:0) | Fiyi | Estadio San Juan del Bicentenario, San Juan              |                                                          |
| 15:00              | Luna 66' · Cowell 88' · Wiley 90+9' | Reporte   |      | Asistencia: 8017 espectadores Árbitro(s): Mohamed Marouf | Asistencia: 8017 espectadores Árbitro(s): Mohamed Marouf |

| 23 de mayo de 2023 | Ecuador                   | 2:1 (1:1) | Eslovaquia  | Estadio San Juan del Bicentenario, San Juan                    |                                                                |
| 18:00              | Cuero 45+1' · Klinger 59' | Reporte   | Szolgai 29' | Asistencia: 13 919 espectadores Árbitro(s): Mohammed Al-Hoaish | Asistencia: 13 919 espectadores Árbitro(s): Mohammed Al-Hoaish |

| 26 de mayo de 2023 | Eslovaquia | 0:2 (0:1) | Estados Unidos              | Estadio San Juan del Bicentenario, San Juan              |                                                          |
| 15:00              |            | Reporte   | Cowell 38' · Tsakiris 90+6' | Asistencia: 15 059 espectadores Árbitro(s): Ramon Abatti | Asistencia: 15 059 espectadores Árbitro(s): Ramon Abatti |

| 26 de mayo de 2023 | Nueva Zelanda | 0:5 (0:3) | Argentina                                                              | Estadio San Juan del Bicentenario, San Juan               |                                                           |
| 18:00              |               | Reporte   | Puch 14' · Infantino 17' · Romero 35' · Aguirre 50' (pen.) · Véliz 87' | Asistencia: 27 836 espectadores Árbitro(s): Salman Falahi | Asistencia: 27 836 espectadores Árbitro(s): Salman Falahi |

### Octavos de final
| 31 de mayo de 2023 | Colombia                                          | 5:1 (0:0) | Eslovaquia | Estadio San Juan del Bicentenario, San Juan                  |                                                              |
| 14:30              | Cortés 48', 90+4' · Asprilla 50' · Ángel 52', 63' | Reporte   | Jambor 87' | Asistencia: 4630 espectadores Árbitro(s): Mohammed Al-Hoaish | Asistencia: 4630 espectadores Árbitro(s): Mohammed Al-Hoaish |

| 31 de mayo de 2023 | Argentina | 0:2 (0:0) | Nigeria                    | Estadio San Juan del Bicentenario, San Juan              |                                                          |
| 18:00              |           | Reporte   | Muhammad 61' · Sarki 90+1' | Asistencia: 27 179 espectadores Árbitro(s): Glenn Nyberg | Asistencia: 27 179 espectadores Árbitro(s): Glenn Nyberg |

### Cuartos de final
| 3 de junio de 2023                                                                                            | Israel                                      | 3:2 (1:1; 0:0) (t. s.) | Brasil                               | Estadio San Juan del Bicentenario, San Juan             |                                                         |
| 14:30 | Khalaily 60' · Shibli 93' · Turgeman 105+3' | Reporte                | Marcos Leonardo 56' · Nascimento 91' | Asistencia: 1765 espectadores Árbitro(s): Juan Calderón | Asistencia: 1765 espectadores Árbitro(s): Juan Calderón |
| Clasificación histórica para cualquier seleccionado de Israel en cualquier Copa Mundial de Fútbol de la FIFA. |                                             |                        |                                      |                                                         |                                                         |

| 3 de junio de 2023 | Colombia   | 1:3 (0:2) | Italia                                   | Estadio San Juan del Bicentenario, San Juan             |                                                         |
| 18:00              | Torres 49' | Reporte   | Casadei 9' · Baldanzi 38' · Esposito 46' | Asistencia: 3167 espectadores Árbitro(s): Salman Falahi | Asistencia: 3167 espectadores Árbitro(s): Salman Falahi |